# Ålandi választások
Åland egy autonóm önkormányzat, saját parlamenttel és politikai rendszerrel rendelkezik.
A választások alkalmával az állampolgárok négy évre választják meg 30 képviselőjüket. Az Ålandi parlament a Lagting. Åland egy többpárti önkormányzat.